# Riba slon
Gnathonemus petersii, vrsta slatkovodne ribe porodice Mormyridae, red Osteoglossiformes. U Hrvatskoj je poznata kao riba slon. U prirodi naraste do 35 centimetara, dok u akvarijima ne prelazi dvadesetak. Domovina su joj bazeni rijeka Congo i Niger. Gotovo je slijepa i kreće se, lovi i komunicira uz pomoć elektromagnetske impulsa.
Hrani se noću, uglavnom crvima i kukcima, dok se danju skriva po skrovitim mjestima. Klasificirao ju je Günther, (1862)

## Vanjske poveznice
- Riba slon  Arhivirana inačica izvorne stranice od 10. kolovoza 2016. (Wayback Machine)